# Óscar Darío Ayala
Óscar Darío Ayala Ojeda (Mariano Roque Alonso, 3 aprile 1985) è un ex calciatore paraguaiano, di ruolo difensore.

## Carriera

### Club
Nel 2010 ha giocato 39 partite con la maglia del Rubio Ñu nella Primera División paraguaiana.
Il 2 luglio 2011 viene acquistato dal Boca Unidos.

### Nazionale
Nel 2011 ha esordito in nazionale.